# Fyzikální korespondenční seminář
Fyzikální korespondenční seminář, zkráceně FYKOS, je soutěž pro studenty středních škol v České a Slovenské republice. Pořádají ji převážně studenti Matematicko-fyzikální fakulty Univerzity Karlovy v Praze pod vedením některého z akademických pracovníků Ústavu teoretické fyziky a Oddělení propagace a mediální komunikace. FYKOS byl založen v roce 1987 Pavlem Krtoušem v návaznosti na aktivity Leoše Dvořáka a Davida Vokrouhlického v roce předchozím. Cílem soutěže je motivovat fyzikálně nadané mladé lidi k jejímu dalšímu studiu a umožnit jim přípravu na mezinárodní soutěže a přijetí na vysokou školu.

## Struktura semináře
Soutěž probíhá během celého školního roku a je rozdělena do šesti sérií příkladů. První dva z nich jsou určeny zejména mladším studentům, na ně pak navazují tři těžší úlohy, tzv. problémový příklad, jehož řešení většinou vyžaduje hlubší úvahy, experimentální úloha, která vyžaduje návrh a provedení zadaného pokusu, a poslední úloha se vztahuje k seriálu na pokračování, což je vždy krátký učební text věnující se během celého roku jedné určité oblasti fyziky (např. speciální teorie relativity, termodynamika a další). Příklady jsou bodově ohodnoceny a student ke každé své úloze obdrží detailní zpětnou vazbou. K úlohám se po uzavření dané série zveřejní i jejich vzorové řešení. Výsledné pořadí soutěže se vyhodnocuje v kategoriích rozdělených podle ročníku studia.
Účastníci svá řešení odevzdávají pomocí internetového formuláře, organizátoři jejich řešení ohodnotí a detailně okomentují. Opravené úlohy zašlou účastníkům zpátky poštou spolu se vzorovými řešeními. Ze všech úloh, textu seriálu a popisků jednotlivých akcí je po uzavření ročníku sestaven sborník úloh.

## Akce FYKOSu

### Soustředění
Jako odměnu pro nejúspěšnější řešitele FYKOS každým rokem pořádá dvě soustředění. Jeho délka je typicky devět dní a odehrává se v rekreačních střediscích po celé republice. Odborný program tvoří přednášky od organizátorů i od zvaných hostí (převážně z MFF UK), experimentální den, kdy malé skupinky účastníků pod vedením organizátora provedou měření, zpracují data a své výsledky prezentují před ostatními, i malá obdoba soutěže Fyziklání. Odbornou část doplňuje i řada vnitřních a venkovních her, táborák, společenský večer a další zážitkový program.

### Fyziklání
Fyziklání je týmová soutěž pro žáky středních škol, která typicky probíhá v první polovině února. Od roku 2022 se koná na výstavišti PVA Expo Praha. Týmy složené až z pětice účastníků se během tříhodinového časového limitu snaží spočítat co největší počet fyzikálních příkladů. Účastníci mohou při soutěži používat kalkulačky a libovolné tištěné zdroje, které si s sebou přinesou. Na podobném principu funguje i matematická soutěž Náboj.
Kromě soutěže samotné si organizátoři pro účastníky připravují doprovodný program složený z přednášek, exkurzí i společenských a kulturních aktivit.
V roce 2023, tj. 17. ročníku soutěže, se zúčastnilo téměř 1200 žáků z více než 20 zemí světa.

### Fyziklání Online
Fyziklání Online je online obdobou Fyziklání, díky čemuž je také umožněna stále se zvyšující mezinárodní účast. Vedle tří kategorií pro středoškoláky má soutěž i speciální kategorii Open, které se může zúčastnit úplně každý. Hlavní sérii příkladů doplňují i tři kratší linie tematiky propojených úloh, takzvaný „Hurry-up!“ Kromě prvního ročníku, kdy soutěž proběhla v květnu, se již tradičně koná na konci listopadu.

### DSEF
Den s experimentální fyzikou (DSEF) každoročně zve všechny žáky středních škol na exkurze do specializovaných vědeckých pracovišť. Návštěvníci v dopoledních hodinách zavítají na prohlídku laboratoří MFF UK a během odpoledne navštíví další výzkumné instituce v Praze a okolí.

### Výfuk
Výfuk (Výpočty fyzikálních úkolů) je samostatný korespondenční seminář zaměřený na žáky základních škol a nižších ročníků víceletých gymnázií. Jeho hlavní struktura je podobná struktuře FYKOSu. Výfuk vznikl ve školním roce 2010/2011 jako součást FYKOSu, která se začala věnovat základním školám. Odštěpil se k 1. lednu  2014.